# Edoardo Martini
Edoardo Martini (Vicenza, 11 febbraio 1923 – Trento, 30 settembre 1967) è stato un militare italiano, guardia scelta della polizia ferroviaria, decorato con la medaglia d'oro al valor militare alla memoria.

## Biografia
Entrò in polizia nel 1948. Prestò servizio a Trento e lì perse la vita insieme al brigadiere Filippo Foti a causa di un attentato dell'organizzazione terroristica Befreiungsausschuss Südtirol. Il 30 settembre 1967, lui e Foti prestavano servizio presso la stazione di Trento, quando ricevettero una segnalazione in cui si comunicava che a bordo del treno Alpen Express, proveniente da Innsbruck, vi era una valigia contenente una bomba. Una volta giunto il convoglio in stazione, Foti, accompagnato da Martini, spostò la valigia sospetta in un luogo isolato, nei pressi dello scalo merci della stazione. Prima che potessero allontanarsi, l'ordigno esplose uccidendoli sul colpo.
I funerali di stato ebbero luogo a Trento il 2 ottobre, alla presenza del  Ministro delle poste e delle telecomunicazioni Giovanni Spagnolli, del capo della polizia Angelo Vicari ed altre autorità locali e nazionali, in rappresentanza dei rispettivi enti.
Martini lasciò moglie e tre figli.